# Козият рог (филм, 1994)
„Козият рог“ е български игрален филм (драма) от 1994 година на режисьора Николай Волев, по сценарий на Николай Волев и Николай Хайтов. Диалогът е на Марин Дамянов. Сценарият е написан по едноименния разказ на Николай Хайтов. Оператор е Красимир Костов. Художник е Анастас Янакиев. Музиката във филма е композирана от Асен Аврамов.

## Сюжет
Жаждата за отмъщение и желанието за любов са основните двигатели на действието. След като жената на Караиван бива изнасилена и убита от турски войници, той взема дъщеря си и бяга в гората. „Убий!“, „Бягай!“ – ето „божиите заповеди“, с които озлочестеният баща възпитава дъщеря си. Но природната доброта на Мария обърква плановете на Караиван – момичето не иска да убива. То се влюбва в един козар. „Може би Бог е един, а ние го наричаме с различни имена“ – казва младият козар – мюсюлманин. От него Мария за първи път чува вместо „Убий!“ – „Обичам те!“

## Актьорски състав
- Александър Морфов – Караиван
- Елена Петрова – Мария
- Валентин Ганев – беят
- Петър Попйорданов – ахрянинът Халил
- Александър Дойнов – турчин
- Радослава Миленова – Мария като малка
- Красимир Митев
- Димитър Бончев
- Биршуа Деливерова
- Димитър Петков
- Цветодар Марков (като Цветозар Марков)
- Петър Анев
- Владимир Владимиров
- Станислав Дойнов

В епизодите:
- Яни Йозов
- Петър Бъчваров
- Димитър Велчев
- Христо Христов
- Иво Сиромахов
- Белла Белчева
- Огнян Пейчев
- Надежда Христова
- Анелия Дюлгерова